# Secolo asiatico
L'espressione Secolo asiatico indica il ruolo dominante che nel XXI secolo l'Asia probabilmente otterrà nella politica e nella cultura, supponendo che alcune tendenze demografiche ed economiche persistano. La fede in un futuro secolo asiatico è in parallelo alla caratterizzazione del XX secolo come il secolo americano, e il XIX secolo come il secolo britannico.
Uno studio del 2011 della Banca asiatica di sviluppo ha rilevato che altri 3 miliardi di asiatici potrebbero godere di standard di vita simili a quelli oggi in Europa, e la regione potrebbe rappresentare più della metà della produzione mondiale entro la metà di questo secolo. Tuttavia, ha avvertito, che il secolo asiatico non è predestinato.

## Origine
L'espressione secolo asiatico nacque nella metà degli anni 1980, ed è attribuita ad un incontro avvenuto nel 1988 con il capo della Repubblica Popolare Cinese (PRC) Deng Xiaoping e il primo ministro indiano Rajiv Gandhi. Prima di questo, ha fatto la sua comparsa in un'audienza del 1985 del US Senate Committee on Foreign Relations. In seguito questa espressione è stato ribadita più volte dai leader politici asiatici, e ora è un termine comunemente usato nei media.

## Motivi
Il robusto rendimento economico dell'Asia dei tre decenni precedenti al 2010, rispetto a quella del resto del mondo, ha probabilmente aumentato ancora di più la possibilità di un secolo asiatico. Anche se questa differenza di rendimento economico era stata riconosciuta da tempo, specifiche retrocessioni individuali (ad esempio, la crisi finanziaria asiatica del 1997) tendevano a nascondere l'ampio divario e la tendenza generale. All'inizio del XXI secolo, tuttavia, si pensò seriamente che questa forte avanguardia asiatica non era sostenibile, e che avrebbe avuto una forza e una grandezza che avrebbero potuto alterare in modo significativo la distribuzione del potere sul pianeta. Come conseguenza di questo, la leadership mondiale in una serie di aree significative - diplomazia internazionale, forza militare, tecnologia, e soft power - potrebbe anche essere assunta da uno o più Stati nazionali in Asia.